# Alfredo Ferreira Rodrigues
Alfredo Ferreira Rodrigues (Rio Grande, 12 de setembro de 1865 - Pelotas, 8 de março de 1942) foi um historiador e poeta brasileiro.
Foi fundador do Almanaque Literário e Estatístico do Rio Grande do Sul, publicação que buscava a divulgação cultural, literária e ao entretenimento do público leitor,servindo à difusão da leitura junto à população. com periodicidade anual, editou 29 volumes dessa obra.
Escreveu várias biografias de grandes vultos do da história do Brasil.
Foi membro fundador da Academia Rio-Grandense de Letras e sócio do Centro Rio-Grandense de Estudos Históricos e o Instituto Histórico e Geográfico do Rio Grande do Sul.
Suas pesquisas históricas se concentravam no Rio Grande do Sul, principalmente nos vultos e acontecimentos da Revolução Farroupilha.
Fez uma das traduções do poema O corvo, de Edgar Allan Poe.